# Руджеріо Ферраріо
Руджеріо Ферраріо (італ. Ruggero Ferrario, 7 жовтня 1897 — 5 квітня 1976) — італійський велогонщик.
Олімпійський чемпіон 1920 року в командній гонці переслідування.